# Chơ Ro (peuple)

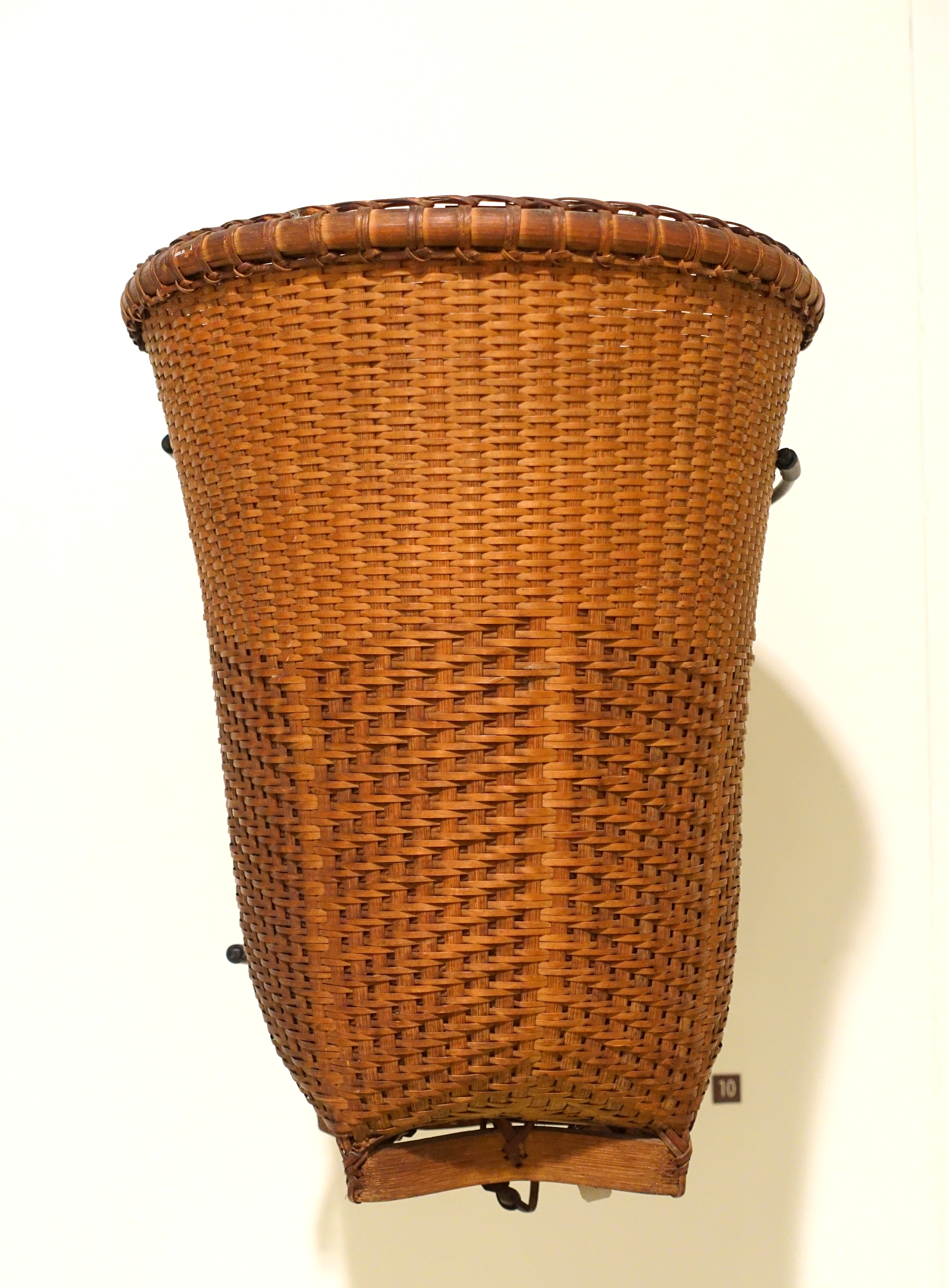
Panier avec sangles - peuple Chơ Ro (Musée vietnamien des femmes, Dong Nai, Hanoï)

Les Chơ Ro (ou Chau Ro, Do Ro, Chrau) sont un groupe ethnique  austroasiatique du Vietnam.
La plupart habite dans les provinces de Đồng Nai, Bình Dương, Bình Phước, Bình Thuận, Lâm Đồng, et de Bà Rịa-Vũng Tàu. Leur population compte 22 567 membres en 1999 et 26 855 en 2009.